# Powrót do błękitnej laguny
Powrót do błękitnej laguny (ang. Return to the Blue Lagoon) – amerykański film przygodowy z 1991 roku, remake Błękitnej laguny z 1980 roku. Film na podstawie książki Henry’ego Stacpoole’a.

## Opis fabuły
Wdowa Sarah z marynarzem i dwójką niemowląt uciekają ze statku ogarniętego epidemią cholery. Dryfują po oceanie, marynarz próbuje uśmiercić dzieci, ale Sarah staje w ich obronie i go zabija. Razem z dziećmi ląduje na bezludnej wyspie; po kilku latach umiera. Odtąd dzieci są zdane na siebie.

## Obsada
- Milla Jovovich – Lilli
- Brian Krause – Richard
- Lisa Pelikan – Sarah
- Courtney Phillips – Lilli (dziecko)
- Garette Ratliff Henson – Richard (dziecko)
- Emma James – Lilli (niemowlę)
- Jackson Barton – Richard (niemowlę)
- Brian Blain – kapitan Hilliard

## Wyróżnienia
- Złota Malina 1991
  - najgorszy film (nominacja)
  - najgorsza reżyseria – William A. Graham (nominacja)
  - najgorszy debiut – Milla Jovovich i Brian Krause (nominacja)
  - najgorszy scenariusz – Leslie Stevens (nominacja)
- Young Artist Awards[1]
  - najlepsza młoda aktorka – Milla Jovovich (nominacja)